# خرس از راه رسید
خرس از راه رسید (انگلیسی: Bear Came Along) یک کتاب تصویری کودکانه اثر ریچارد تی. موریس با تصویرگری لئوین فام است که در سال ۲۰۱۹ منتشر شد. این کتاب داستان ماجراجویی گروهی از حیوانات در یک رودخانه را روایت می‌کند. این اثر که در ۱ ژوئن ۲۰۱۹ منتشر شد، بر اساس خاطرات موریس از اولین تجربهٔ رفتن به اردوگاه شبانه‌روزی نوشته شده است. تصاویر این کتاب که توسط فام با آبرنگ، جوهر و گواش خلق شده‌اند، برای او بسیار ویژه بودند. نقادان دربارهٔ توانایی وی در به تصویر کشیدن لحن‌های مختلف از طریق تصاویر کتاب نوشته‌اند. این تصاویر همچنین به‌طور کلی به عنوان مکمل موضوع کتاب، یعنی ارتباط با دیگران، دیده شده‌اند. این کتاب عموماً نقدهای مثبتی دریافت کرد و در سال ۲۰۲۰ مفتخر به دریافت جایزهٔ کالدکوت شد.

## زمینه و انتشار
ریچارد تی. موریس، نویسنده کتاب، گفت که شخصیت خرس را بر اساس اولین تجربه اردوی شبانه‌روزی خود خلق کرده است. لئوین فام، تصویرگر کتاب، در مصاحبه‌ای گفت که بلافاصله پس از خواندن دست‌نوشته، فهمیده که کتاب نهایی چه شکلی خواهد داشت و با اشتیاق تصویرگری آن را پذیرفته است. او ابتدا صفحات پایانی کتاب را طراحی کرد، به صورتی که صفحات ابتدایی سیاه و سفید و صفحات انتهایی رنگی بودند که به وی کمک کرد تا جهانِ کتاب را درک کند. فام احساس می‌کرد که این کتاب در زمانی منتشر شد که ایالات متحده دچار تفرقه بود و فرصتی برای او فراهم کرد تا داستان وحدت را روایت کند.
این کتاب در ۱ ژوئن ۲۰۱۹ منتشر شد. همچنین کتابی صوتی با صدای جاشوا منینگ نیز از این اثر منتشر شد که در آن از جلوه‌های صوتی و موسیقی متن برای القای حس سفر استفاده شده است.

## داستان
یک رودخانه تا زمانی که خرسی از راه می‌رسد و به داخل آن می‌افتد و سوار بر یک کندهٔ درخت به پایین رودخانه می‌رود، هویت ندارد. این اتفاق، سرآغاز ماجرایی می‌شود که در آن خرس در مسیر پایین رودخانه با یک قورباغه، لاک‌پشت‌ها، یک سگ آبی، راکون‌ها و یک اردک همراه می‌شود. هر کدام از این حیوانات ویژگی یا دانشی دارند و در عین حال از چیزی بی‌اطلاع هستند. برای مثال، سگ آبی می‌داند چگونه مسیر را پیدا کند اما از مسیرهای انحرافی چیزی نمی‌داند. پس از پیوستن اردک به گروه، حیوانات به یک آبشار می‌رسند. حیوانات به سلامت به پایین می‌رسند و متوجه می‌شوند که «با هم در این ماجرا بودند.»

## نگارش و تصویرگری
فام متن محدود کتاب را دوست داشت و احساس می‌کرد که داستان «برای [موریس] بسیار غیرمنتظره بود.» این کتاب دارای تصاویر آبرنگ، جوهر و گواش است که جولی دنیلسون، که برای هورن بوک می‌نویسد، آن‌ها را با کارتون‌های دههٔ ۱۹۸۰ مقایسه کرده است. هدف فام این بود که خواننده را از طریق تضاد بین تصاویر سیاه و سفید و رنگی به داستان جذب کند. او در مصاحبه‌ای با ناشر خود، این کتاب را در دوران ۲۰ ساله فعالیت حرفه‌ای خود ویژه توصیف کرد: «تقریباً انگار [موریس] در باغی درختی کاشته و اجازه نداده هیچ برگی روی آن رشد کند، فقط استخوان‌بندیِ لختِ یک درخت است، و از من خواسته که بیایم و درخت را تزئین کنم. اما بدون استحکام آن درخت، هیچ چیزی روی آن دوام نمی‌آورد.» کتابدار برایان ویلسون، که برای هورن بوک می‌نویسد، متن را «پُرکنش و در عین حال تأمل‌برانگیز» توصیف کرد و به نحوهٔ استفادهٔ مکرر موریس از کلمه «تا اینکه» اشاره کرد که داستان را به جلو می‌برد و ساختاری برای تصاویر ایجاد می‌کند.
زوایای دید در تصاویر، هم جنبه‌های هیجان‌انگیز و هم جنبه‌های طنزآمیز ماجرا را تقویت می‌کند. چندین نقاد به‌طور خاص دربارهٔ صحنهٔ آبشار که اوج داستان کتاب به حساب می‌آید، نوشته‌اند که از دیدگاه اول شخص حیوانات به تصویر کشیده شده است. ویلسون این صحنه را «یکی از لحظات تماشایی و خیره‌کنندهٔ کتاب‌های تصویری سال ۲۰۱۹» نامید. نقادان به استفادهٔ فام از رنگ‌ها — از خاکستری‌های مات گرفته تا رنگ‌های زنده و پرطراوت — اشاره کردند و آن را مکملِ مضامین کتاب دربارهٔ دوستی و اهمیتِ ارتباط و روابط با دیگران دانستند. نقاد کرکوس ریویوز نوشت که «عمق پیامی که حتی به جوان‌ترین خوانندگان منتقل می‌شود این است: ما همگی با هم در این ماجرا هستیم و تفاوت‌هایمان وحدت ما را قوی‌تر می‌کند.» چندین نقاد نیز استفادهٔ فام از حالات چهرهٔ شخصیت‌ها را تحسین کردند و ویلسون خاطرنشان کرد که او «در زبان بدن و حالات چهره فوق‌العاده است.»
چندین عنصر طراحی نیز به غنای کتاب افزوده‌اند. تصویر روی جلد که نام نویسنده و تصویرگر را حذف کرده، ماجرایی را که در ادامه می‌آید، پایه‌گذاری می‌کند. جنگلی که در صفحات پایانی به تصویر کشیده شده است، طوری طراحی شده که شبیه نقشه ایالات متحده باشد. صفحات ابتدایی کتاب، حیواناتی را نشان می‌دهند که زندگی جداگانه‌ای دارند، در حالی که صفحات انتهایی کتاب به عنوان یک مؤخره عمل می‌کنند. نقادان همچنین از نحوهٔ صفحه‌آرایی تصاویر، از جمله استفاده مؤثر فام از صفحات دوتایی و قاب‌ها، تمجید کردند.

## جوایز و بازخورد
این کتاب به‌طور کلی نقدهای مثبتی دریافت کرد. کامن سنس مدیا به کتاب چهار ستاره از پنج ستاره داد و به طنز آن اشاره کرد. لوسیندا اسنایدر وایتهرست، که در اسکول لایبرری ژورنال می‌نوشت، در یک نقد مثبت خاطرنشان کرد که «تصاویر بزرگ و فراگیر آن، خوانندگان را به‌طور گسترده‌ای به همراهی دعوت می‌کنند.» پابلیشرز ویکلی نیز تصاویر را نقطه قوت کتاب خواند و نوشت: «تصاویر هوشمندانه طراحی شده… این اثر را به انتخابی برجسته برای بلندخوانی تبدیل می‌کند.» دنیلسون در نقد خود برای هورن بوک مگزین سفر شخصیت‌ها را ستود؛ کرکوس ریویوز نیز در نقد ستاره‌دار خود نیز به همین مسئله اشاره کرد. این کتاب همچنین نقد ستاره‌داری از ایلین کوپر از بوکلیست دریافت کرد که تصاویر فام را «هیجان‌انگیز و احمقانه» خواند و تحسین کرد: «رنگ‌آمیزی‌های زنده و طراحی تخیلی او توجه را به خود جلب می‌کند.»
این کتاب در سال ۲۰۲۰ جایزهٔ کالدکوت را دریافت کرد، همراه با تقدیرنامه‌ای که اشاره داشت چگونه «رودخانه با خطوط پرانرژی فام، افزایش تدریجی رنگ‌های زنده و ورق‌گردانی‌های غافلگیرکننده صفحه، جان می‌گیرد تا یک ماجراجویی پرشور و پیوندهای صمیمانه را شکل دهد.» فام گفت که با بردن جایزهٔ کالدکوت، احساس «اعتبار» پیدا کرده است، احساسی که برای او غیرمنتظره بود.